# Ross Robinson
Ross Robinson is een Amerikaanse muziekproducer van metal en post-hardcore bands zoals KoЯn, Machine Head, Slipknot, Glassjaw, Sepultura, Cold, Limp Bizkit, Vanilla Ice en anderen.
Door zijn bijdrage aan bands als KoЯn, Slipknot, en Limp Bizkit wordt Robinson vaak beschouwd als "the godfather of Nu metal". Met het eerste album van KoЯn, KoЯn, in (1994) werd het startsein gegeven van het Nu-metal-genre. Ross Robinson is ook een stuwende kracht in het post-hardcore-genre, door het album Relationship of Command van At the Drive-In in 2000 te produceren. Hiernaast produceerde hij Glassjaws albums, Everything You Ever Wanted to Know About Silence in 2000 en Worship and Tribute in 2002. Ook werkte hij aan het debuut van The Blood Brothers', namelijk ...Burn, Piano Island, Burn (2003). 
Robinson is eigenaar van het I Am Recording label.

## Albums geproduceerd
- KoЯn - KoЯn (1994)
- All Is Not Well - Manhole (1996)
- Roots - Sepultura (1996)
- Life Is Peachy - KoЯn (1996)
- Coal Chamber - Coal Chamber (1997)
- Three Dollar Bill, Y’All $ - Limp Bizkit (1997)
- Soulfly - Soulfly (1998)
- E-Lux - Human Waste Project (1998)
- Cold- Lycia (1998)
- Hard To Swallow - Vanilla Ice(1998)
- The Burning Red- Machine Head (1999)
- Slipknot - Slipknot (1999)
- Amen - Amen (1999)
- Everything You Ever Wanted To Know About Silence - Glassjaw (2000)
- Relationship Of Command - At The Drive-In (2000)
- We Have Come For Your Parents - Amen (2000)
- Iowa - Slipknot (2001)
- Start With A Strong And Persistent Desire - Vex Red (2002)
- Concrete - Fear Factory (2002)
- Worship And Tribute - Glassjaw (2002)
- ...Burn, Piano Island, Burn - Blood Brothers (2002)
- The Cure - The Cure (2004)
- The Unquestionable Truth Part 1 - Limp Bizkit (2005)
- Heroine - From First To Last (2006)
- There Is A Way - Dananananaykroyd (2011)